# Хашім ібн ат-Туджибі
Хашім ібн ат-Туджибі (*д/н — 930) — державний і військовий діяч початку Кордовського халіфату, валі (намісник) Сарагоси у 925—930 роках.

## Життєпис
Походив з арбо-берберського роду Туджибідів. Син Мухаммада ібн Абд ар-Рахмана. Про молоді роки відомостей обмаль. Разом з батьком брав участь у військових походах проти королівства Наварра та клану Бану Касі.
У 925 році після смерті батька був затверджений на посаді валі Сарагоси, створивши основу для спадкової передачі цієї посади. Зберігав вірність еміру (з 929 року) халіфу Абд Ар-Рахману III. Воював проти своїх родичів Абд ар-Рахмана і Мутаріффа ібн мунзір, володарів Калатаюда, що вступили в союз з Наваррою. Також частково приборкав Юнуса іб Абд аль-Азіза, володаря Дароки. Помер 930 року. Йому спадкував син Мухаммад.